# Korytkowo
Korytkowo – kolonia wsi Trląg w Polsce, położona w województwie kujawsko-pomorskim, w powiecie inowrocławskim, w gminie Janikowo.
Wieś duchowna, własność kapituły katedralnej gnieźnieńskiej, pod koniec XVI wieku leżała w powiecie gnieźnieńskim województwa kaliskiego. W latach 1975–1998 miejscowość administracyjnie należała do województwa bydgoskiego.